# Dorytomus longimanus
Dorytomus longimanus är en skalbaggsart som först beskrevs av Forster 1771.  Dorytomus longimanus ingår i släktet Dorytomus, och familjen vivlar. Arten är reproducerande i Sverige.

## Bildgalleri

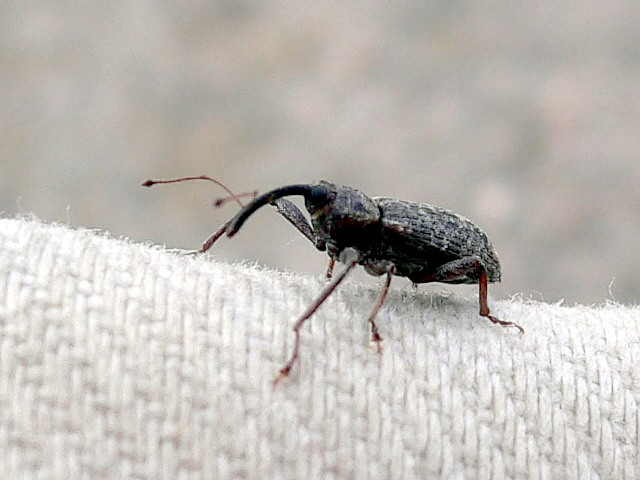
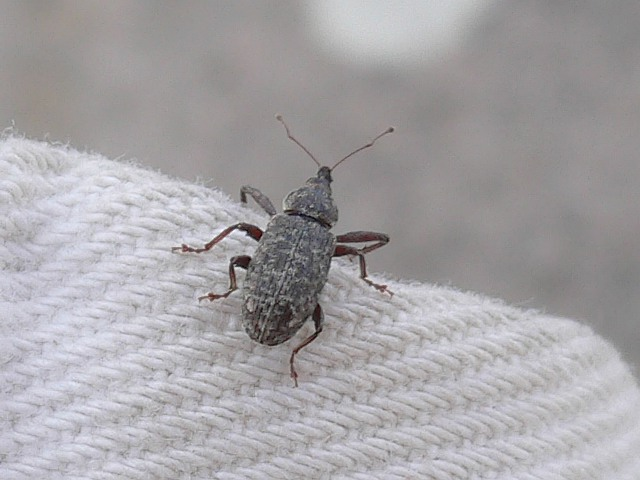
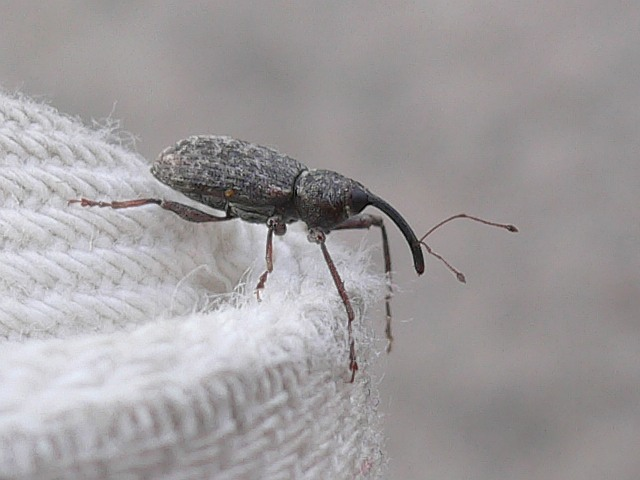
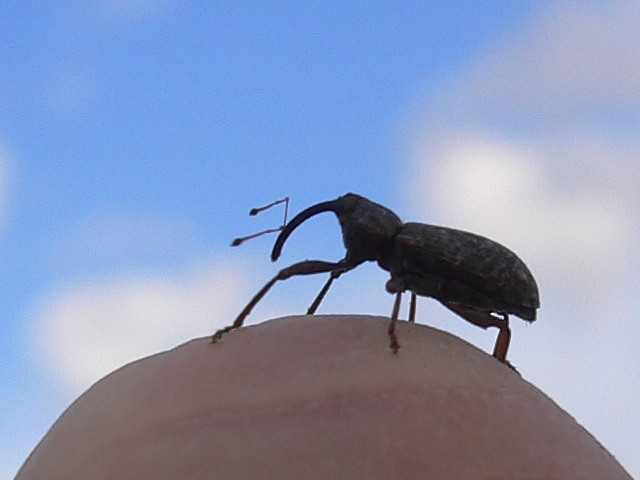
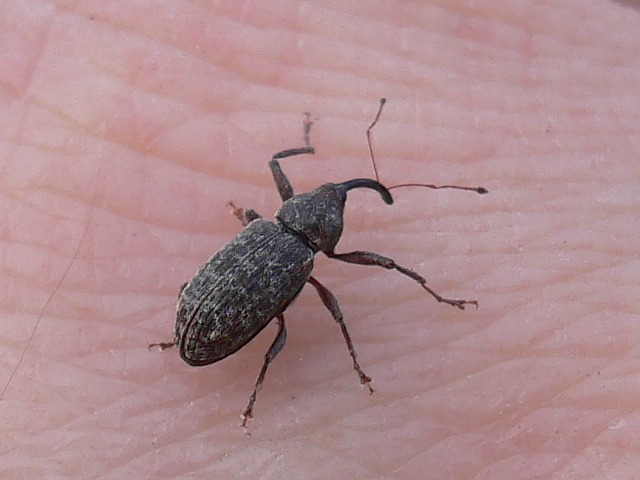
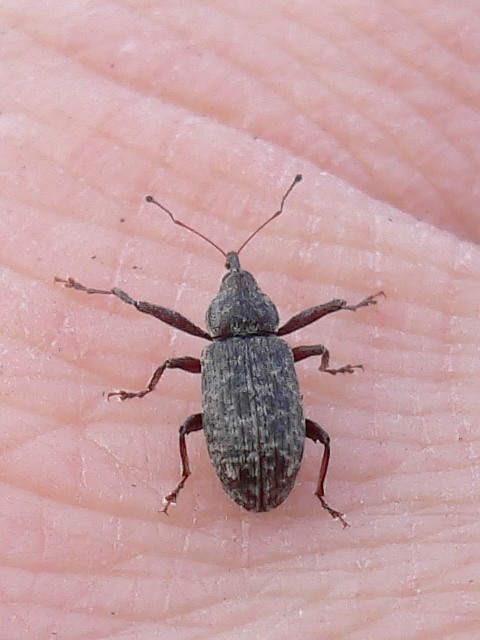